# Geoje-myeon
Geoje-myeon (koreanska: 거제면)  är en socken i staden Geoje i provinsen Södra Gyeongsang, i den södra delen av Sydkorea,
300 km sydost om huvudstaden Seoul. Geoje-myeon ligger på ön Geojedo. Till socknen hör också ön Sandaldo med 214 invånare. 